# 1333
| 1333               |
| ------------------ |
| Dødsfald - Fødsler |
| • Begivenheder     |

| Gregoriansk kalender | 1333 MCCCXXXIII         |
| Ab urbe condita      | 2086                    |
| Armensk kalender     | 782 ԹՎ ՉՁԲ              |
| Kinesiske kalender   | 4029 – 4030 壬申 – 癸酉 |
| Etiopisk kalender    | 1325 – 1326             |
| Jødisk kalender      | 5093 – 5094             |
| Hindukalendere       |                         |
| - Vikram Samvat      | 1388 – 1389             |
| - Shaka Samvat       | 1255 – 1256             |
| - Kali Yuga          | 4434 – 4435             |
| Iransk kalender      | 711 – 712               |
| Islamisk kalender    | 733 – 734               |

Den kongeløse tid i Danmark 1332-1340

## Begivenheder
- 19. juli - Slaget ved Halidon Hill mellem Skotland og England

## Dødsfald
- 16. oktober - Modpave Nikolaus 5. (modpave 1328-30, født ca. 1275)